# Гильбон
Гильбон (ивр. נחל גילבון‎, также Вади-аль-Джалабина) — река и природный заповедник на севере Израиля в центре Голанских высот, также известная как «Река Дебора». Вдоль реки есть два больших водопада: водопад Дебора, расположенный более восточнее, и водопад Гильбон, падающий с высоты около 40 метров и расположенный в нескольких сотнях метров ниже по течению. Заповедник находится примерно в 4 километрах к северо-востоку от кибуца Гадот. Длина реки 16 километров.

## История
Её название было дано ей еще до Шестидневной войны 1958 года, когда только нижняя часть ручья находилась на территории Израиля. Оно было выбрано из-за схожести с названием Джалабина — названием небольшой разрушенной бедуинской деревни у истока ручья, среди сирийских аванпостов. Согласно Зеэву Вильнаи, название происходит от одного из видов бобовых, упомянутых в Иерусалимском Талмуде — «Гильбуна».

## География
Начало реки Гильбон представляет собой систему ручьев и притоков, сходящих с предгорий горы Авиталь (1204 метра над уровнем моря) и горы Шифон (977 метров), которые являются одними из самых высоких гор Голанских высот. Площадь водосбора составляет 35 квадратных километров.
Река начинается как ручей возле кибуца Орталь и продолжается на юго-запад через заброшенные сирийские деревни Нефах и Алика. Источники Алика, возникающие в этом районе, превращают ручей в сплошной поток, и он продолжается на запад в узком каньоне до долины Хула. В этой части реки уже есть несколько водопадов. Река впадает в Иордан в районе моста Ха-Пкак.
Это самый южный речной поток на Голанах, который протекает по долине Хула, а оттуда потоки текут на юг в сторону долины Бейт-Циида («ХаБетиха») и озера Кинерет.
На северном берегу реки, у водопада Гильбон, находятся руины Кфар-Деборы, а примерно в двух километрах к северу от его русла протекает река Шох. К югу от ручья находятся две заброшенные базы сирийской армии, одна из которых непродолжительное время использовалась в качестве базы АОИ. Еще можно увидеть сирийские укрепления, с которых обстреливались поля мошава Мишмар-ха-Ярден и кибуца Гадот.
На берегах реки есть разнообразная растительность, которая включает в себя, среди прочего, олеандр, малину, обыкновенный тростник, таворский дуб и многие другие виды разнообразной флоры Земли Израиля. Скальные выходы вдоль реки — базальтовая, а около реки — и особенно вокруг прудов и водопадов — можно увидеть выходы скальных «шестиугольников», образованных базальтовыми породами. В базальтовых стенах находятся естественные пещеры, иногда покрытые насекомыми или горными летучими мышами.
На южной стороне ручья, в сотнях метров к востоку от Иордана, сирийцы когда-то построили бассейн для благосостояния своих армейских офицеров, который круглый год наполняется водой. Источник Эйн-Джалабина, который наполняет бассейн, использовался для работы мельницы. Жернова все еще стоят, а остатки механизма разбросаны по всему зданию. На месте маленького и треснувшего акведука, который сейчас покрыт фиговыми деревьями, тростником и кустами священной малины.

## Галерея
| - Водопад Гильбон - Водопад Дебора - Руины Кфар-Дебора |